# Entada mannii
Entada mannii är en ärtväxtart som först beskrevs av Daniel Oliver, och fick sitt nu gällande namn av Tisser. Entada mannii ingår i släktet Entada och familjen ärtväxter. Inga underarter finns listade i Catalogue of Life.